# Fifi Chachnil
Fifi Chachnil (de son vrai nom Delphine Véron) est une créatrice de mode française née à Paris.

## Biographie
Née à Paris au sein d'une famille de soyeux, Fifi Chachnil baigne dès l'enfance dans l'univers de la couture[Quoi ?]. Elle étudie les arts Graphiques à l'ESAG Penninghen et aux États-Unis. En 1983, elle enregistre un disque en égyptien[pas clair] et prend le pseudonyme de Chachnil ; elle explique à ce sujet : « J'adorais cette langue, mais je ne la parlais absolument pas, je chante en yaourt égyptien! » La même année, elle lance une marque de prêt-à-porter sous le même nom. Sa carrière est marquée par la rencontre en 1984 avec les artistes Pierre et Gilles, interprétant une reprise d'Ajda Pekkan dans un clip réalisé par eux avec Patrick Sarfati, Le Roi du pétrole (1987), ; elle poursuit sa collaboration pendant une grande partie de sa carrière. En 1986, elle ouvre sa première des trois boutiques parisiennes, rue Jean-Jacques Rousseau.
Entre 1983 et 1996, elle réalise de nombreux costumes de scène ou de clips pour Lio, Niagara, Héléna Noguerra, Nina Hagen, Marc Almond, Lee Perry ou encore Marie France. En 2009, elle habille la revue du Crazy Horse.
Fifi Chachnil réitère l'expérience de la musique l'année suivante avec l'enregistrement d'un second disque,.

### Lingerie
L'année 1996 marque un tournant avec le lancement de sa première ligne de lingerie, appelée Fifi Chachnil,. Les années 2000 voient l'ouverture de trois boutiques à Paris, ainsi qu'une à Londres.

#### Collaborations
Après avoir travaillé à la création de quelques pièces de lingerie pour Monoprix, La Redoute, et Etam, elle élabore une collection d'une dizaine de pièces avec la marque britannique Topshop quatre ans plus tard.